# Estación General Sarmiento
General Sarmiento es una ex - estación ferroviaria ubicada en la ciudad de San Miguel, Provincia de Buenos Aires, Argentina. Pertenece al Ferrocarril General Urquiza de la red ferroviaria argentina.

## Servicios
Hasta 2011, era una parada intermedia del servicio de trenes generales que conectaban la estación Federico Lacroze con la estación Garupá.  El servicio se encuentra suspendido permanentemente dada la continuidad de sucesos que afectaron la operación del tren de pasajeros en este corredor.
Desde ese año no presenta servicio de cargas, a pesar de que el ramal está bajo jurisdicción de la empresa estatal Trenes Argentinos Cargas.

## Ubicación
La estación se encuentra en el centro de la ciudad de San Miguel frente a la Estación San Miguel del Ferrocarril San Martín sobre la RP 23.

## Historia
La estación fue inaugurada el 9 de octubre de 1887; hasta 1896 recibió el nombre de San Miguel.